# Isabel Durant
Isabel Durant, a volte accreditata come Issi Durant, (Sydney, 20 dicembre 1991) è un'attrice e ballerina australiana.
È nota principalmente per aver interpretato il ruolo della sirena Ondina in Mako Mermaids - Vita da tritone e di Claire Brady nella soap opera Il tempo della nostra vita.

## Biografia
Isabel Durant è nata il 20 dicembre 1991 a Sydney, Australia. Ha iniziato a ballare a quindici anni, mentre frequentava la scuola superiore Loreto Kirribilli.
Dopo aver completato gli studi nel 2010, partecipò alla terza serie del reality show australiano So You Think You Can Dance Australia. In seguito alla sua eliminazione dallo show, ha partecipato ad alcuni provini per la serie televisiva Dance Academy ed è stata scelta per interpretare nella seconda stagione Grace Whitney, ruolo che ha continuato ad interpretare anche nella terza stagione della serie.
Nel 2013 ha recitato nella serie televisiva Camp accanto a diversi attori con i quali aveva recitato in Dance Academy. Nel 2014 è entrata nel cast della seconda stagione di Mako Mermaids - Vita da tritone nel ruolo della sirena Ondina, ruolo che ha interpretato nuovamente nella terza stagione della serie.
Nel 2017 è stata vista in due episodi della serie This Is Us e nel 2018 nel film La vita in un attimo.
Nell'agosto 2020, è stato annunciato che Durant si era unita al cast della soap opera statunitense Il tempo della nostra vita, interpretando Claire Brady figlia di Shawn e Belle fino al 2021.

## Filmografia

### Cinema
- The Alien Boy, cortometraggio (2012)
- La vita in un attimo (Life Itself), regia di Dan Fogelman (2018)

### Televisione
- Razzle Dazzle: A Journey Into Dance - serie TV (2007)
- Dance Academy - serie TV (2012-2013)
- Reef Doctors - Dottori a Hope Island (Reef Doctors) - serie TV (2013)
- Camp - serie TV (2013)
- Mako Mermaids - Vita da tritone (Mako Mermaids) - serie TV (2015-2016)
- This Is Us - serie TV (2017)
- Il tempo della nostra vita - soap opera (2020-2021)

## Doppiatrici italiane
Nelle versioni in italiano dei suoi film, Isabel Durant è stata doppiata da:
- Giulia Franceschetti in Mako Mermaids - Vita da tritone
- Lucrezia Marricchi in La vita in un attimo